# Girișu Negru
Girișu Negru – wieś w Rumunii, w okręgu Bihor, w gminie Tinca. W 2011 roku liczyła 687 mieszkańców.